# جنبش ضد تنباکو در آلمان نازی

یک پوستر تبلیغاتی نازی‌ها بر ضد سیگار یا عنوان «کسی که پشت سر هم سیگار می‌کشد» این شخص سیگاری نیست که سیگار را از بین می‌برد، بلکه این سیگار است که شخص را می‌بلعد.

پس از این که پزشکان آلمانی برای اولین بار به کشف رابطه بین سیگار کشیدن و سرطان ریه شدند، رایش آلمان یک جنبش قوی ضد تنباکو را آغاز کرد. و اولین جنبش ضد سیگار در تاریخ مدرن را رهبری کرد. جنبش ضد تنباکو در آلمان نازی یکی از فعالیت‌های مهم اجتماعی و فرهنگی در دوران حکومت نازی‌ها بود. عمده‌ترین کار این جنبش فعالیت بر ضد استعمال تنباکو و مصرف نوشیدنی‌های الکلی بود.
جنبشهای ضد تنباکو از آغاز قرن بیستم در بسیاری از کشورها رشد کردند، ولی جز در آلمان که کارزار پس از به قدرت رسیدن نازیها از سوی دولت حمایت شد توفیق اندکی داشتند. این جنبش قوی‌ترین جنبش ضد دخانیات در جهان در دهه ۱۹۳۰ میلادی و اوایل دهه ۱۹۴۰ میلادی بود. رهبری ناسیونال سوسیالیست سیگارکشیدن را محکوم کرد و بسیاری از آنان علناً از مصرف تنباکو انتقاد کردند. پژوهش در خصوص سیگارکشیدن و اثرات اش بر سلامتی در دوره حکومت نازیها بسیار پیشرفت کرد و در آن زمان در نوع خود از مهم ترینها بود. بی علاقگی شخصی آدولف هیتلر به تنباکو و سیاستهای تولید مثل نازیها از جمله عوامل محرک کارزار آنان علیه دخانیات بود و کمپین به نژادگرایی و یهودستیزی مرتبط بود. دولت ناسیونال سوسیالیستی کوشش بسیار زیادی انجام داد تا بتواند به شیوه‌های فرهنگی و تبلیغاتی مردم را به ترک مشروبات الکلی و سیگار تشویق و ترغیب کند.
کارزار ضد دخانیات نازی شامل ممنوعیت سیگارکشیدن در ترامواها، اتوبوسها و قطارهای شهری، ارتقای آموزش بهداشت، محدود کردن سهمیه سیگار در ورماخت، سازماندهی درسهای درمانی برای سربازان، و افزایش مالیات تنباکو بود. ناسیونال سوسیالیستها همچنین محدودیتهایی بر تبلیغات تنباکو و سیگار کشیدن در فضاهای عمومی و رستورانها و کافی شاپها وضع کردند. جنبش در اولین سال‌های حکومت نازی تأثیر چنانی نداشت و مصرف تنباکو بین ۱۹۳۳ تا ۱۹۴۵ افزایش یافت، ولی سیگار کشیدن بین نظامیان از ۱۹۳۹ تا ۱۹۴۵ کم شد. حتی تا آخر قرن بیستم، جنبش ضد تباکوی آلمان پس از جنگ نتوانست به حد کارزار ضد سیگار آلمان نازی تأثیرگذار باشد.
دولت آلمان نازی کوشش کرد از طریق قانونی تا حد قابل توجهی با مصرف مشروبات الکلی برخورد کند. برای مثال رانندگانی که تحت تأثیر مشروبات الکلی قرار می‌گرفتند به سختی مجازات می‌شدند. دولت می‌کوشید جوانان را به خوردن نوشیدنی‌های سالم به جای مشروبات الکلی تشویق کند و این مسئله تا حد زیادی به ویژه در میان افراد سازمان جوانان هیتلری به انجام رسید. در سال ۱۹۳۷ قانونی تصویب شد که فروش مشروبات الکلی را به افراد کم سن ممنوع می‌کرد.

## استفاده از تبلیغات
علاوه بر مشروبات الکلی، دولت آلمان نازی با پیگیری‌های شخصی هیتلر کوشش بسیاری برای ترغیب مردم آلمان به ترک سیگار و دخانیات انجام داد. تقریباً نیمی از پزشکان آلمانی به حزب نازی ملحق شدند و این مسئله نشانگر روابط خوب دولت ناسیونال سوسیالیستی با جامعه پزشکان است. یکی از مسائلی که نازی‌ها برای تبلیغ مکتب خود از آن استفاده می‌کردند این بود که رهبران کشورهای متفقین یعنی ژوزف استالین رهبر اتحاد جماهیر شوروی، وینستون چرچیل نخست‌وزیر انگلستان و روزولت رئیس‌جمهور ایالات متحده افرادی بودند که به شدت در استعمال سیگار و نوشیدن مشروبات الکلی افراط می‌کردند. و در مقابل رهبران کشورهای بزرگ فاشیستی همچون آدولف هیتلر رهبر آلمان نازی، بنیتو موسولینی رهبر ایتالیا و فرانسیسکو فرانکو رهبر اسپانیا سیگار نمی‌کشیدند و از نوشیدن مشروبات الکلی پرهیز می‌کردند.

## رابطه سیگار و سرطان
اولین بار پژوهشگران آلمان نازی بودند که رابطه بین سرطان ریه و دخانیات را ثابت کردند. اما تحت تبلیغات وسیع متفقین در جریان جنگ جهانی دوم بسیاری از موفقیت‌های پزشکی در آلمان نازی از یاد رفت به‌طوری که بسیاری از مردم گمان می‌کنند اولین بار دانشمندان آمریکایی و بریتانیایی به این مسئله پی برده‌اند. مبارزه با دخانیات در آلمان نازی بسیار گسترده بود و جنبش مبارزه با دخانیات تحت پشتیبانی مستقیم هیتلر قرار داشت به‌طوری که نازی‌ها ترک سیگار و دخانیات را یک وظیفه ناسیونال سوسیالیستی می‌دانستند. یکی از شعارهای معروف در دوره رایش سوم برای ترویج سلامت مادران این جمله بود.
Mütter vermeidet Alkohol und Nikotin! Trinkt Süßmost! Süßmost baut auf
مادران از الکل و نیکوتین بپرهیزید! آب سیب بنوشید! آب سیب بدن را سالم می‌سازد.
راینه لوفت* (هوای پاک) روزنامه اصلی جنبش ضد دخانیات بود علاوه بر راینه لوفت دیگر مجلات آلمانی همچون گزوندز فولک* (مردم سالم) و گزوندز لبن * (زندگی سالم) خطرات سیگار کشیدن را به مردم گوشزد می‌کردند. در طول حکومت نازی‌ها قوانینی بر ممنوعیت استعمال دخانیات به تصویب رسید که سیگار کشیدن در تمام ادارات دولتی و هتلها و همچنین مدارس و حتی کشیدن سیگار برای اعضای اس اس در حین انجام کار ممنوع شد.

## سیگار و ارتش آلمان نازی
در وهرماخت (نیروی مسلح آلمان نازی) نیز محدودیت‌هایی در سیگار کشیدن ایجاد شد. در ابتدا جیره سیگار برای هر سرباز در روز به شش عدد محدود شد و در ادامه این محدودیت به پنجاه نخ سیگار در ماه برای هر سرباز رسید. در طول جنگ هیتلر دستور داد ارائه جیره سیگار به سربازان طوری باشد که آن‌ها از کشیدن سیگار منصرف شوند. هیتلر پیشنهاد داد هزینه صرف شده برای تهیه سیگار را صرف دادن غذای بیشتر به سربازان یا دادن شکلات به آن‌ها کنند.

## شکست نسبی جنبش
جنبش ضد دخانیات در آلمان نازی اگر چه در زمان خود نیرومندترین جنبش ضد دخانیات بود اما در نیمه اول حکومت آلمان نازی یعنی به‌طور تقریبی تا سال ۱۹۴۰ موفقیتی کسب نکرد و حتی مصرف سیگار توسط هر نفر آلمانی به‌طور سالانه گسترش یافت و میزان مصرف دخانیات در آلمان از فرانسه بیشتر شد. شاید مصرف سیگار در آلمان به این دلیل بود که مردم مشکلات اقتصادی سابق را نداشتند با این وجود از نیمه دوم حکومت هیتلر که دولت رسماً قوانینی را در ممنوعیت سیگار کشیدن در مکان‌های عمومی، ادارات دولتی، قطارهای شهری و اتوبوسها تصویب کرد میزان سیگار کشیدن نفری به‌طور سالانه در آلمان نازی کاهش یافت.

## آمار مصرف دخانیات
میزان مصرف سیگار در سال ۱۹۳۰ در آلمان ۴۹۰ سیگار برای هر نفر بود که این میزان به ۱٬۰۲۲ سیگار در سال برای هر نفر افزایش یافت اما با تصویب قوانین مؤثر در ممنوعیت کشیدن سیگار میزان مصرف دخانیات توسط آلمانی‌ها تا سال ۱۹۴۴ به ۷۴۳ سیگار برای هر نفر کاهش یافت. در ایالات متحده هر نفر ۱٬۴۸۵ نخ سیگار تا سال ۱۹۳۰ مصرف می‌کرد. این رقم تا سال ۱۹۴۰ به ۱٬۹۷۶ سیگار برای هر نفر افزایش یافتو این آمار تا سال ۱۹۴۴ به رقم ۳٬۰۳۹ سیگار برای هر نفر افزایش یافت.

## پس از جنگ جهانی دوم
پس از فروپاشی آلمان نازی و با تصرف این کشور توسط متفقین یکی از نخستین کارهای متفقین وارد کردن سیگار از آمریکا به آلمان بود. قاچاق سیگار در این دوران هم به امری رایج تبدیل شده بود و رهبران جنبش ضد دخانیات توسط متفقین و برخی از احزاب داخلی آلمان تحت فشار قرار گرفتند. در سال ۱۹۴۹ تقریباً ۴۰۰ میلیون سیگار ساخت ایالات متحده به‌طور غیرقانونی وارد آلمان شد. آمریکا در سال‌های ۱۹۴۸ و ۱۹۴۹ تقریباً ۹۳٬۰۰۰ تن تنباکو و انواع دخانیات وارد آلمان کرد دولت آمریکا برای این طرح تقریباً ۷۰ میلیون دلار پرداخت کرد.

## پیوند با نژادگرایی و یهودستیزی
جدا از نگرانی‌های بهداشتی، ناسیونال سوسیالیستها عمیقاً تحت تأثیر ایدئولوژی بودند؛ مشخصاً، جنبش تحت تأثیر مفاهیم نظافت نژادی و خلوص جسمانی بود. رهبران ناسیونال سوسیالیست معتقد بودند نژاد برتر نباید سیگار بکشد و این که استعمال تنباکو مساوی انحطاط نژادی و وارد شدن صدمات جبران ناپذیر به بدن است. ناسیونال سوسیالیستها تنباکو را یک «سم ژنتیک» می‌دانستند. متخصصین بهداشت نژادی با استعمال تنباکو مخالف بودند، و می‌ترسیدند که آن قسمت قابل توارث نط‌فه آلمان را فاسد کند. فعالان ناسیونال سوسیالیست ضد تنباکو اغلب تلاش می‌کردند تا تنباکو را چون گناه سیاهپوستان منحط تصویر کنند.
ناسیونال سوسیالیستها ادعا می‌کردند یهودیان مسئول مرسوم کردن تنباکو و آثار زیانبار آن هستند. کلیسای ادونتیست روز هفتم در المان سیگار کشیدن را گناهی ناسالم اعلام کرد که از سوی یهودیان پراکنده شده‌است. یوهانس فن لیر، ویراستار مجله دنیای شمالی (به آلمانی: Nordische Welt)، طی جشن آغاز به کار انستیتو علمی بررسی خطرات تنباکو در سال ۱۹۴۱، اعلام کرد که «کاپیتالیسم یهودی» مسئول انتشار مصرف تنباکو در اروپا است. او گفت که نخستین بار یهودیان تنباکو را وارد خاک آلمان کردند و آن‌ها صنعت تنباکو را در آمستردام، نقطه اصلی ورود تنباکو به اروپا، کنترل می‌کردند.